# Новолазаревка
Новолазаревка (укр. Новолазарівка) — село в Казанковском районе Николаевской области Украины.
Основано в 1885 году. Население по переписи 2001 года составляло 701 человек. Почтовый индекс — 56042. Телефонный код — 5164. Занимает площадь 1,095 км².

## Местный совет
56042, Николаевская обл., Казанковский р-н, с. Новолазаревка, ул. Мира, 8